# 蒙巴鲁瓦
蒙巴鲁瓦（法語：Montbarrois，法語發音：[mɔ̃baʁwa]）是法国卢瓦雷省的一个市镇，位于该省中北部，属于皮蒂维耶区。

## 地理
蒙巴鲁瓦（48°2'43"N, 2°23'52"E）面积6.01 平方千米，位于法国中央-卢瓦尔河谷大区卢瓦雷省，该省份为法国中北部省份，北起埃松省，西北接厄尔-卢瓦省，西南接卢瓦-谢尔省，南至涅夫勒省和谢尔省，东临约讷省，东北接塞纳-马恩省。
与蒙巴鲁瓦接壤的市镇（或旧市镇、城区）包括：博讷拉罗朗德、布瓦科曼、圣卢德维涅、圣米歇尔。

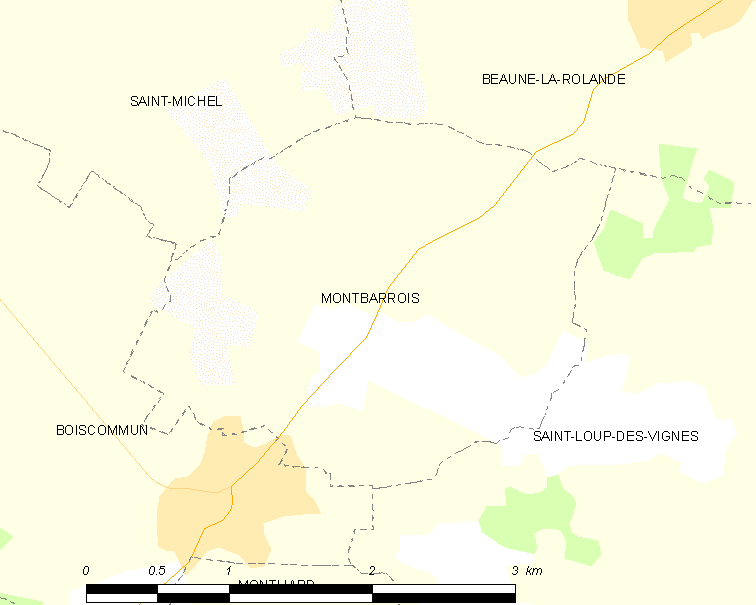
蒙巴鲁瓦的OSM定位图

蒙巴鲁瓦的时区为UTC+01:00、UTC+02:00（夏令时）。

## 行政
蒙巴鲁瓦的邮政编码为45340，INSEE市镇编码为45209。

## 政治
蒙巴鲁瓦所属的省级选区为勒马勒塞布瓦县。

## 人口

1962-2008年间蒙巴鲁瓦人口变化图示

蒙巴鲁瓦于2022年1月1日时的人口数量为297人。

## 交通
卢瓦雷省省道D9线经过蒙巴鲁瓦镇中心，省道D151线和D164线则分别经过南侧和西侧。